# Siège de Haguenau (1705)
 (février 2024).
Si vous disposez d'ouvrages ou d'articles de référence ou si vous connaissez des sites web de qualité traitant du thème abordé ici, merci de compléter l'article en donnant les références utiles à sa vérifiabilité et en les liant à la section « Notes et références ».
Siège de Haguenau
Le siège de Haguenau eut lieu du 27 septembre au 5 octobre 1705 pendant la guerre de Succession d'Espagne. Les forces françaises étaient commandées par Jean-Baptiste Péry (?-1721). Les faits sont racontés par l'Abbé Genty
"Chargé au mois d’octobre de défendre la ville de Haguenau, il fut assiégé dans cette place par le comte de Thungen, général au service du prince de Bâle. Il tint vigoureusement durant sept jours de tranchée, tuant aux ennemis environ 1 500 hommes ; mais, n’étant plus en état de se défendre dans la ville ruinée, comme les Allemands se préparaient à l’assaut, il demanda une capitulation honorable. On la lui refusa. Il résolut alors de s’échapper pendant la nuit avec sa garnison. Dans ce but, il sortit silencieusement avec ses troupes du côté le moins gardé par le comte de Thungen, emmenant à bras deux pièces de canon. Il échappa aux grands gardes et se jeta avec autant de diligence que d’adresse dans les bois qui avoisinaient la place. Après avoir marché toute la nuit en se dissimulant, il s’arrêta, le jour venu, dans les forêts sans avoir donné l’éveil à personne. Il suivit cette tactique pendant plusieurs jours et finit enfin par rejoindre à Saverne l’armée du maréchal de Villars avec ses deux canons, sans avoir perdu dix hommes. Les habitants de Haguenau ignoraient le départ des troupes. Lorsque le jour fut venu, grande fut leur surprise en ne trouvant plus la garnison. Ils rendirent la place au comte de Thungen et, comme de part et d’autre on ignorait ce qu’étaient devenus les soldats du marquis de Péry, le bruit se répandit dans la ville et dans l’armée allemande que le diable les avait emportés. La vérité du fait étant arrivée aux oreilles de Louis XIV, ce prince fit le marquis de Péry lieutenant général de ses armées, le 22 octobre, et lui donna les deux pièces de canon qu’il avait emmenées de Haguenau. Ces pièces de canon restèrent au château de La Norville tant que le marquis vécut."
En 1706, en souvenir de sa résolution l’année passée, le Maréchal Villars charge Jean-Baptiste Péry de reprendre Haguenau. Il reprend la place en 9 jours, et fait deux mille prisonniers.